# Pharsalia saperdoides
Pharsalia saperdoides là một loài bọ cánh cứng trong họ Cerambycidae.